# اکسید هافنیم (IV)
اکسید هافنیم(IV) (به انگلیسی: Hafnium(IV) oxide) با فرمول شیمیایی HfO۲ یک ترکیب شیمیایی با شناسه پاب‌کم ۲۹۲۷۷۹ است. که جرم مولی آن 210.49 g/mol می‌باشد. شکل ظاهری این ترکیب، پودر سفید است.